# Pra Valer (álbum de Banda Eva)
Pra Valer é o nono álbum lançado pela Banda Eva em 2002, sendo o sétimo em estúdio e o primeiro com os vocais de Saulo Fernandes.

## Informações
O álbum é o primeiro com o novo vocalista Saulo Fernandes, trazendo 12 faixas com influências do pop e do reggae. No álbum ainda a banda faz uma homenagem a Portugal na faixa "Salve Portugal", local onde fizeram diversos shows.

## Faixas
1. Coisa Linda
2. Sorriu que Sim
3. Ninguém
4. Então Tá
5. Pedacinhos
6. Pra Abalar
7. Cordão De Bloco
8. Cuando Estoy Contigo
9. Minha Galera
10. Flor Bela
11. Minha Menina
12. Salve Portugal